# Броненосні крейсери типу «Сан-Джорджо»
Броненосні крейсери типу «Сан-Джорджо» (італ. Classe San Giorgio) — серія броненосних крейсерів Королівських ВМС Італії початку XX століття.

## Історія створення
Броненосні крейсери типу «Піза» повністю відповідали потребам італійського флоту для дій у Середземному морі. Але дій біля берегів Африки чи на Далекому Сході були потрібні кораблі з кращою морехідністю та потужнішим бронюванням.
Для цього генерал Едоардо Маздеа кардинально переробив проект броненосного крейсера, який отримав назву «Сан-Джорджо». Це були найпотужніші броненосні крейсери італійського флоту.

## Представники
| Назва                   | Верф                                                                 | Закладений         | Спущений на воду   | Вступив у стрій    | Доля                          |
| ----------------------- | -------------------------------------------------------------------- | ------------------ | ------------------ | ------------------ | ----------------------------- |
| Сан-Джорджо San Giorgio | «Regio Cantiere di Castellammare di Stabia», Кастелламмаре-ді-Стабія | 4 липня 1905 року  | 27 липня 1908 року | 1 липня 1910 року  | затоплений 22 січня 1941 року |
| Сан-Марко San Marco     | «Regio Cantiere di Castellammare di Stabia», Кастелламмаре-ді-Стабія | 24 липня 1905 року | 5 травня 1908 року | 7 лютого 1911 року | потоплений у 1945 року        |

## Конструкція

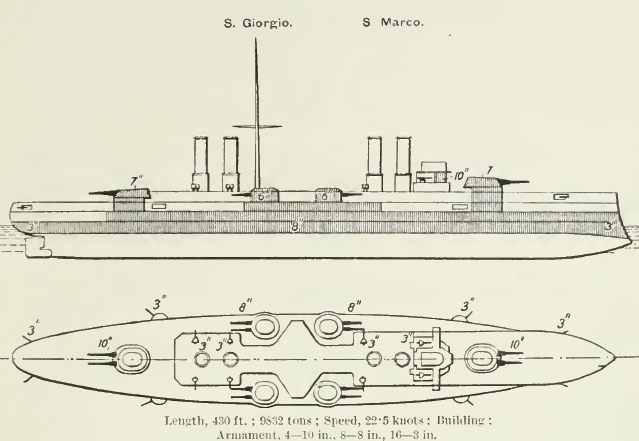
Схема крейсера типу «Сан Джорджо»

### Корпус та бронювання
Корпус кораблів порівняно з попередником, зазнав суттєвих змін. Напівбак був розташований вище, що убезпечувало носову гарматну башту від залиття водою навіть при великих хвилях. Також були покращені обводи підводної частини корабля. Таке рішення значно покращувало морехідність корабля.
Бронювання корабля було значно посилене. Корпус прикривався двома броньованими поясами висотою 2,2 м кожен. Нижній мав товщину 80 мм у носовій та кормовій частинах і 200 мм в районі міделя. Він опускався на 1,5 м нижче ватерлінії. Верхній пояс мав товщину 160-200 мм, який в кормовій частині закінчувався 152-мм траверзом. 
Бронювання башт становило 200 мм, палуби - 50 мм.

### Силова установка
На крейсері «Сан-Джорджо» була встановлена традиційна для тогочасних італійських кораблів силова установка, яка складалась з 14 парових котлів Блечиндера та 2 парових машин потрійного розширення, які обертали 2 вали. 
На «Сан-Марко» вперше в італійському флоті була встановлена парова турбіна Парсонса, яка обертала 4 гвинти, та 14 котлів Баббока-Вілкокса. Це дало змогу підвищити потужність на 3500 к.с. та швидкість на 1,75 вузла.
На обох кораблях машинне відділення розташовувалось у центральній частині, а котельні були рознесені у кормову та носову частину. Тому на кораблях були встановлені по 4 димові труби у 2 групах.

### Озброєння
Озброєння крейсерів типу «Сан-Джорджо» в основному повторювало встановлене на крейсерах типу «Піза». 
Артилерія головного калібру складалась з чотирьох 254-мм гармат, встановлених попарно у носовій та кормовій баштах. Середній калібр складався з восьми 190-мм гармат, також встановлених попарно уздовж бортів.
Артилерія малого калібру складалась з 18 76,2-мм гармат, двох 47-мм гармат та 3 кулеметів. Також на кораблях були встановлені по три 450-мм торпедні апарати.
Під час Першої світової війни з кораблів зняли вісім 76,2-мм гармат, замість них встановили шість зенітних гармат такого ж калібру. На «Сан-Марко» проводились експерименти із базуванням гідролітака.
У 1935-1937 роках з кораблів зняли малокаліберну артилерію та торпедні апарати, замість них посилили зенітну артилерію. Було встановлено вісім 100-мм гармат, шість 37-мм зенітних автоматів, чотрири 13,2-- кулемети.
У 1940 роках була встановлена ще одна спарена 100-мм гарматна установка, кількість великокаліберних кулеметів зросла до 14, крім того, було встановлено 12 20-мм зенітних автоматів, розміщених попарно.